# Composition des équipes masculines de handball aux Jeux olympiques d'été de 2012
Cet article liste les compositions des équipes masculines qualifiées pour la compétition de handball aux Jeux olympiques d'été de 2012 organisés à Londres du 29 juillet au 12 août 2012.

## Remarques
L'âge, le nombre de sélections et le nombre de buts sont en date du 12 août 2012, date de début de la compétition. Quant au club, il s'agit en principe de celui pour la saison 2011-2012.